# Mauricio Montero Chinchilla
Mauricio Antonio de la Trinidad Montero Chinchilla, más conocido como "El Chunche" (Grecia, 19 de octubre de 1963) es un exfutbolista y entrenador costarricense. Jugaba de defensa en la Liga Deportiva Alajuelense de la Primera División de Costa Rica.

## Trayectoria
Empezó jugando como defensa para la Asociación Deportiva Ramonense y posteriormente para la Liga Deportiva Alajuelense, donde debutó el 25 de julio de 1987. Se retiró del fútbol como jugador activo el 15 de septiembre de 1998.
Jugó 18 temporadas en primera división y un total de 445 partidos en la máxima categoría.
Tras retirarse como jugador pasó a ser entrenador del Municipal Grecia. Regresó a la Liga Deportiva Alajuelense como asistente técnico de Javier Delgado el 1 de marzo de 2004, siendo así parte del equipo que ganó la Copa de Campeones de la Concacaf 2004. Fue removido de su cargo el 26 de agosto de 2013 por faltas éticas, tras criticar el trabajo del entrenador Manuel Keosseián.

## Selección nacional
Ha sido internacional con la selección de fútbol de Costa Rica, jugando entre 1985 y 1996, periodo en el que jugó 56 partidos y marcó 3 goles.

### Participaciones en Copas del Mundo
| Mundial                        | Sede   | Resultado        |
| ------------------------------ | ------ | ---------------- |
| Copa Mundial de Fútbol de 1990 | Italia | Octavos de final |

## Clubes

### Como jugador
| Club            | País       | Año       |
| --------------- | ---------- | --------- |
| A.D Ramonense   | Costa Rica | 1980-1987 |
| L.D Alajuelense | Costa Rica | 1987-1998 |

### Como técnico
| Club                                  | País       | Año       |
| ------------------------------------- | ---------- | --------- |
| Belén F.C (Segundo entrenador)        | Costa Rica | 2001      |
| Municipal Grecia                      | Costa Rica | 2003-2004 |
| L.D Alajuelense (Segundo entrenador)  | Costa Rica | 2004-2005 |
| Municipal Grecia                      | Costa Rica | 2005-2007 |
| A.D Carmelita                         | Costa Rica | 2007-2008 |
| L.D Alajuelense (Segundo entrenador)  | Costa Rica | 2010-2013 |
| L.D Alajuelense U17                   | Costa Rica | 2013-2018 |
| L.D Alajuelense (Segundo entrenador)  | Costa Rica | 2017      |
| L.D Alajuelense U20                   | Costa Rica | 2018      |
| C.S Once de Abril                     | Costa Rica | 2019      |
| L.D Alajuelense U17                   | Costa Rica | 2017-2020 |
| Curridabat F.C (Segundo entrenador)   | Costa Rica | 2020      |
| A.D Juventud Escasuzeña               | Costa Rica | 2020-2021 |
| Marineros de Puntarenas               | Costa Rica | 2021      |
| Jicaral Sercoba                       | Costa Rica | 2022      |
| A.D Guanacasteca (Segundo entrenador) | Costa Rica | 2022      |
| A.D COFUTPA                           | Costa Rica | 2022-2024 |
| PFA Antioquia                         | Costa Rica | 2024-Act  |

## Palmarés

### Como jugador

#### Títulos nacionales
| Título                         | Club            | País       | Año  |
| ------------------------------ | --------------- | ---------- | ---- |
| Primera División de Costa Rica | L.D Alajuelense | Costa Rica | 1991 |
| Primera División de Costa Rica | L.D Alajuelense | Costa Rica | 1992 |
| Primera División de Costa Rica | L.D Alajuelense | Costa Rica | 1996 |
| Primera División de Costa Rica | L.D Alajuelense | Costa Rica | 1997 |

#### Títulos internacionales
| Título                           | Club                    | Sede                                 | Año  |
| -------------------------------- | ----------------------- | ------------------------------------ | ---- |
| Copa Centroamericana             | Selección de Costa Rica | Costa Rica                           | 1991 |
| Torneo Centroamericano           | L.D Alajuelense         | México                               | 1992 |
| Torneo Grandes de Centroamérica  | L.D Alajuelense         | Costa Rica                           | 1996 |
| Liga de Campeones de la Concacaf | L.D Alajuelense         | Norteamérica, Centroamérica y Caribe | 2004 |